# 圣皮埃尔 (汝拉省)
圣皮埃尔（法語：Saint-Pierre，法語發音：[sɛ̃ pjɛʁ] ⓘ）是法国汝拉省的一个市镇，位于该省东南部，属于圣克洛德区。

## 地理
圣皮埃尔（46°34'5"N, 5°55'8"E）面积16.37 平方千米，位于法国勃艮第-弗朗什-孔泰大區汝拉省，该省份为法国东部内陆省份，北起上索恩省，西北接科多尔省，西临索恩-卢瓦尔省，南至安省，东与杜省和瑞士接壤。
与圣皮埃尔接壤的市镇（或旧市镇、城区）包括：拉绍米斯、拉绍迪东比耶、圣洛朗昂格朗沃、圣莫里斯-克里亚、格朗德里维耶尔堡。

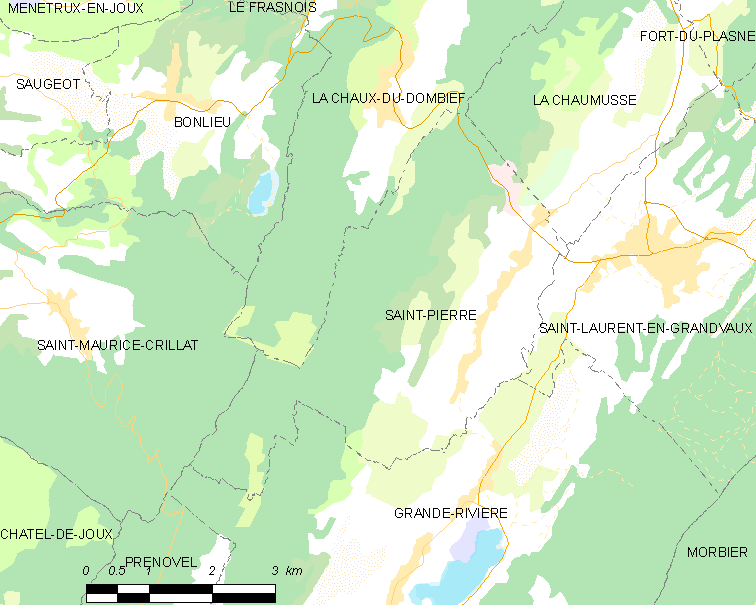
的OSM定位图

圣皮埃尔的时区为UTC+01:00、UTC+02:00（夏令时）。

## 行政
圣皮埃尔的邮政编码为39150，INSEE市镇编码为39494。

## 政治
圣皮埃尔所属的省级选区为圣洛朗昂格朗沃县。

## 人口

1962-2008年间人口变化图示

圣皮埃尔于2022年1月1日时的人口数量为362人。